# Amaurochaete
Amaurochaete ist eine Schleimpilz-Gattung aus der Familie der Stemonitidae. Sie umfasst vier Arten und ist annähernd weltweit zu finden.

## Merkmale
Die Fruchtkörper sind polsterförmige bis halbkugelförmige oder fladenförmige Aethalien. Der häutige Hypothallus ist durchsichtig bis dunkel. Das Peridium bildet an der Oberfläche des Aethaliums eine früh hinfällige, dünne Rinde (Cortex).
Ob die Arten ein Capillitium oder ein Pseudocapillitium haben, ist nicht eindeutig geklärt. Es erstreckt sich vom Ansatz bis an den Rand des Aethaliums, ist strauchförmig in zahlreiche, verschieden dicke Äste oder netzartig oder wellig haarförmig verzweigt. Die Sporen sind in der Masse schwarz.

## Verbreitung
Die Gattung ist fast weltweit verbreitet, Funde fehlen nur aus dem subsaharischen Afrika und Südamerika. Trotz der weiten Verbreitung werden die Arten nur selten gefunden. Alle Arten finden sich auch im deutschsprachigen Raum. Sie besiedeln lebendes wie totes Holz, nur Amaurochaete trechispora findet sich in Torfmoos.

## Systematik und Forschungsgeschichte
Die Gattung wurde 1873 von Józef Tomasz Rostafiński erstbeschrieben, sie umfasst vier Arten:
- Amaurochaete atra
- Amaurochaete trechispora
- Amaurochaete comata
- Amaurochaete tubulina

## Nachweise
Fußnoten direkt hinter einer Aussage belegen die einzelne Aussage, Fußnoten direkt hinter einem Satzzeichen den gesamten vorangehenden Satz. Fußnoten hinter einer Leerstelle beziehen sich auf den kompletten vorangegangenen Absatz.
1. 1 2 3 4  Hermann Neubert, Wolfgang Nowotny, Karlheinz Baumann, Heidi Marx: Die Myxomyceten Deutschlands und des angrenzenden Alpenraumes unter besonderer Berücksichtigung Österreichs. Band 3: Stemonitales. Karlheinz Baumann Verlag, Gomaringen 2000, ISBN 3-929822-02-4, S. 26–32.
2. ↑  Michael J. Dykstra, Harold W. Keller: Mycetozoa In: John J. Lee, G. F. Leedale, P. Bradbury (Hrsg.): An Illustrated Guide to the Protozoa. Band 2. Allen, Lawrence 2000, ISBN 1-891276-23-9, S. 969 (englisch).